# Georg Ernst Konjetzny

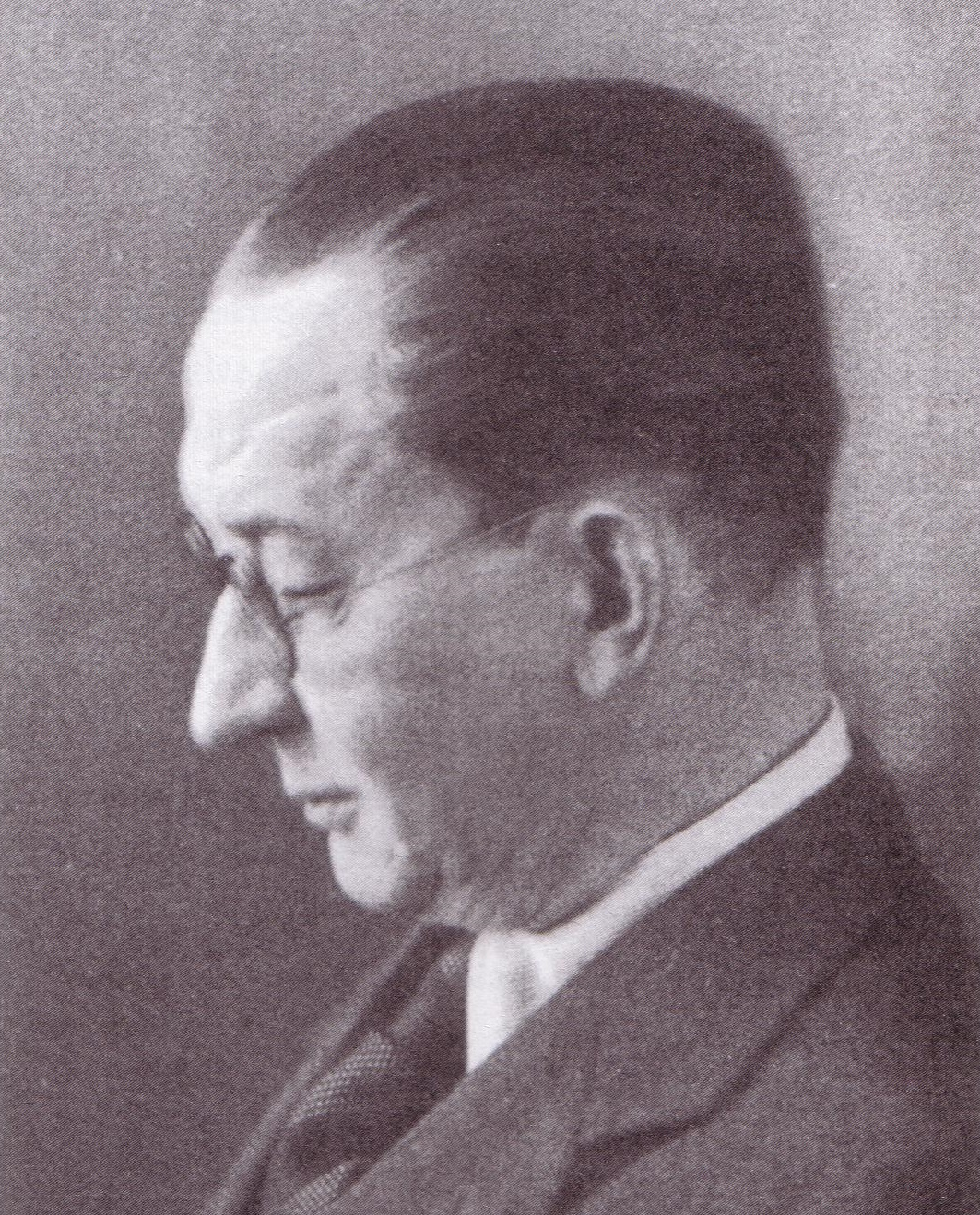
Georg Ernst Konjetzny

Georg Ernst Konjetzny, auch Konietzny (* 26. April 1880 in Gleiwitz, Oberschlesien; † 10. Februar 1957 in Hamburg), war ein deutscher Chirurg und Hochschullehrer.

## Leben
Konjetzny studierte Medizin an der Schlesischen Friedrich-Wilhelms-Universität und wurde Mitglied der Turnerschaft Suevia Breslau. 1906 wurde er in Breslau zum Dr. med. promoviert. Mit Wilhelm Anschütz, dem Schüler und Schwiegersohn von Johann von Mikulicz, ging er im selben Jahr als wissenschaftlicher Assistent an die Chirurgische Klinik der Christian-Albrechts-Universität zu Kiel. Dort habilitierte er sich 1913. Seit 1921 Oberarzt, wurde er 1929 zum Chefarzt im Klinikum Chemnitz gewählt. 1930 wechselte er an die Städtischen Krankenanstalten Dortmund.
In der Zeit des Nationalsozialismus wurde er 1933 Mitglied der SA. 1934 wurde er zusätzlich förderndes Mitglied der SS. Vorübergehend o. Professor an der Ernst-Moritz-Arndt-Universität Greifswald, folgte er 1935 dem Ruf der Universität Hamburg auf ihren Lehrstuhl für Chirurgie. Als Direktor leitete er die Chirurgische Klinik im Universitätsklinikum Hamburg-Eppendorf. 1936 trat er dem NS-Dozentenbund, am 2. Juni 1937 beantragte er die Aufnahme in die NSDAP und wurde rückwirkend zum 1. Mai desselben Jahres aufgenommen (Mitgliedsnummer 4.350.343). Seit 1936 war er Beratender Chirurg der Wehrmacht. Seit 1940 gehörte er dem Senat der Kolonialärztlichen Akademie der NSDAP an. In der Nachkriegszeit setzte ihn die Universität Hamburg trotz seiner nationalsozialistischen Vergangenheit 1947 wieder in sein Eppendorfer Direktorat ein. Schon 1947 diskutierte Konjetzny in seiner Monographie Die Geschwürsbildung in Magen, Duodenum und Jejunum die infektiöse Ätiologie der Ulcusbildung.  Später wurde sie in Helicobacter pylori erkannt. 1947 und 1949 leitete er die 60. und 64. Tagung der Vereinigung Nordwestdeutscher Chirurgen. Von 1946 bis 1950 war er ihr Schriftführer. 1950 wurde Konjetzny mit 70 Jahren emeritiert. Sein Nachfolger in Eppendorf war Albert Lezius.

## Ehrungen
Der Konjetzny-Preis wird ihm zu Ehren seit 1955 jährlich von der Hamburger Krebsgesellschaft verliehen. Mit dem Preis werden Forscher ausgezeichnet, die sich um die Krebsbekämpfung und die Krebsforschung verdient gemacht haben und in der Hansestadt tätig sind.

## Straßennamen in Langenhorn
Eine Straße in Hamburg-Langenhorn war nach ihm benannt. Der Regionalausschuss beschloss 2015 die  Umbenennung der nach Max Nonne und Konjetzny benannten Straßen wegen der Nähe zum Nationalsozialismus. Die Konjetznystraße erhielt 2016 den Namen von Annie Kienast.

## Publikationen
- Chronische Gastritis und Duodenitis als Ursache des Magenduodenalgeschwürs. Zieglers Beiträge zur Pathologischen Anatatomie und Allgemeinen Pathologie 71 (1923), S. 595–618.
- Der Magenkrebs. Stuttgart 1938.
- Mastopathie und Milchdrüsenkrebs. Stuttgart 1942, 2. Aufl. 1954.
- Die Geschwürsbildung in Magen, Duodenum und Jejunum. Stuttgart 1947.